# Fernando Gago
Fernando Rubén Gago, né le 10 avril 1986 à Buenos Aires en Argentine, est un ancien footballeur international argentin ayant joué au poste de milieu défensif avant de devenir entraîneur.

## Biographie

### En club
Après avoir commencé comme professionnel à Boca Juniors où il remporte notamment deux titres de champion d'Argentine et une Copa Sudamericana, il signe au Real Madrid et rejoint le club merengue au mercato d'hiver 2006-2007 pour un montant de 20,5 millions d'euros.

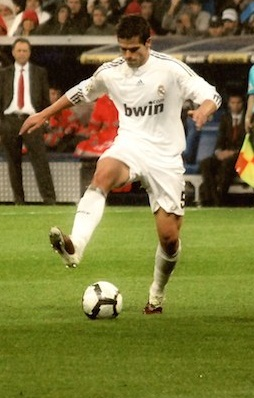
Fernando Gago sous les couleurs du Real Madrid.

Il réussit à détrôner Emerson au poste de milieu défensif au Real Madrid après le mercato d'été 2007, grâce notamment à une aisance technique considérée comme hors du commun pour son très jeune âge. Il remporte avec le club merengue deux titres de champion d'Espagne.
Néanmoins, freiné notamment par des blessures, il ne réussit à s'imposer durablement au sein du Real Madrid. Ne bénéficiant pas de la confiance de José Mourinho, il est prêté à la Roma en 2011 où il réalise une saison convaincante,.
Lors du mercato estival 2012, il décide de s'engager pour quatre ans en faveur du Valence CF, où il rejoint ainsi son ancien coéquipier à Madrid, Sergio Canales.
N'ayant toujours pas convaincu en Espagne, il est prêté cinq mois fin janvier 2013 au club argentin de Vélez Sársfield. Désireux de rester dans son pays natal, il décide ensuite durant le mercato estival 2013 de revenir dans son club formateur : Boca Juniors pour la somme d'1,7 million d'euros.
En décembre 2018, il atteint avec Boca la finale de la Copa Libertadores. Son équipe s'incline face à River Plate, après prolongation. Au cours de ce match, il est victime d'une rupture du tendon d'Achille pour la troisième fois de sa carrière. Sa quatrième grosse blessure en quatre ans : rupture du tendon d'Achille en 2015 puis en 2016, lors d'un Superclásico à chaque fois, et rupture des ligaments croisés en 2017. Il quitte Boca après cette blessure, ne sachant pas s'il rechaussera les crampons.
Gago fait son retour au Vélez Sársfield en juillet 2019, sous les ordres de Gabriel Heinze son ancien coéquipier au Real Madrid, à la Roma et en sélection. Il signe un contrat d’un an avec une rémunération conditionnée à ses performances. Le 25 août 2019, 258 jours après son dernier match, il refoule les terrains lors du match face à Newell's Old Boys.
Après de nombreuses blessures graves, il décide de mettre un terme à sa carrière le 10 novembre 2020. Il dispute son ultime match deux jours auparavant avec Vélez Sársfield face à la Gimnasia.

### En équipe nationale
Avec les moins de 17 ans, il participe à la Coupe du monde des moins de 17 ans en 2003. Lors de ce mondial qui se déroule en Finlande, il joue cinq matchs. L'Argentine se classe troisième du mondial, en s'imposant contre la Colombie lors de la "petite finale".
Avec les moins de 20 ans, il dispute la Coupe du monde des moins de 20 ans en 2005. Lors de ce mondial qui se déroule aux Pays-Bas, il joue sept matchs. L'Argentine est sacrée championne du monde en battant le Nigeria en finale.
Avec la sélection olympique, il participe aux Jeux olympiques d'été de 2008 organisés à Pékin. Lors du tournoi olympique, il joue six matchs. L'Argentine remporte la médaille d'or, en battant le Nigeria en finale.

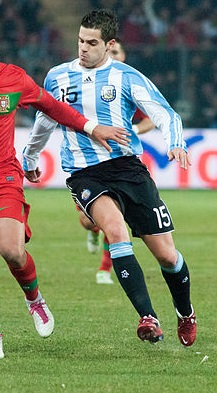
Gago avec l'Argentine en 2011

Il joue son premier match en équipe d'Argentine le 6 février 2007, en amical contre la France, où il est propulsé directement titulaire (victoire 0-1). Lors de l'été 2007, il participe à sa première Copa América. Il joue quatre matchs lors de ce tournoi, qui voit l'Argentine s'incliner en finale face au Brésil. Le 11 septembre 2008, il délivre sa première passe décisive avec l'Argentine, lors d'une rencontre face au Pérou, à l'occasion des éliminatoires du mondial 2010. Il délivrera au total quatre passes décisives lors des éliminatoires des Coupes du monde.
En 2011, il participe à sa deuxième Copa América. Il joue trois matchs lors de cette compétition, qui voit l'Argentine s'incliner en quart de finale face à l'Uruguay, après une séance de tirs au but. En 2014, il est retenu par le sélectionneur Alejandro Sabella et participe ainsi à sa seule et unique Coupe du monde avec l'Argentine. Lors du mondial organisé au Brésil, il prend part à six matchs. L'Argentine s'incline en finale face à l'Allemagne, après prolongation, et sur la plus petite des marges (1-0).
En 2015, il participe à sa troisième et dernière Copa América. Officiant comme remplaçant, il ne joue que 13 minutes, lors de la demi-finale largement remportée face au Paraguay (6-1). L'Argentine s'incline en finale face au Chili, après une séance de tirs au but.
Il ne peut participer à la Copa America 2016 en raison d'une rupture du tendon d'Achille.
Le 6 octobre 2017 face au Pérou lors des éliminatoires du mondial 2018, il fait son retour avec l’Albiceleste après deux ans d’absence . Il sort sur blessure cinq minutes après son entrée sur le terrain, victime d’une rupture du ligament croisé antérieur et du ligament latéral interne du genou droit. Il s'agira de sa dernière sélection,,.

### Entraîneur

#### Aldovisi
Le 16 janvier 2021,  il est nommé entraîneur du Club Atlético Aldosivi  en première division. En Ligue Professionnelle, il n'est présent que 13 journées, car il a démissionne le 27 septembre, après 6 défaites consécutives. En 26 matchs sur le banc, ses résultats sont 7 victoires, 3 nuls et 16 défaites.
Il a disputé un total de 26 matchs, dont 7 victoires, 3 nuls et 16 défaites, avec 30 buts pour et 45 contre.55

#### Racing Club
Le 21 octobre 2021, il devient l'entraîneur du Racing Club.
Le 30 septembre, après l'élimination en quarts de finale de la Copa Libertadores 2023 et une défaite au Cilindro face à Independiente, Gago présente sa démission.

## Palmarès
Avec l'Argentine -20 ans :
- Vainqueur de la Coupe du monde des moins de 20 ans en 2005

Avec l'équipe d'équipe d'Argentine :
- Finaliste de la Coupe du monde en 2014
- Finaliste de la Copa América en 2007
- Médaille d'or aux Jeux olympiques d'été en 2008

Avec Boca Juniors :
- Finaliste de la Copa Libertadores en 2018
- Vainqueur de la Copa Sudamericana en 2005
- Vainqueur de la Recopa Sudamericana en 2005 et 2006
- Champion d'Argentine en 2005, 2006, 2015, 2017 et 2018

Avec le Real Madrid :
- Champion d'Espagne en 2007 et 2008
- Vainqueur de la Supercoupe d'Espagne en 2008
- Finaliste de la Supercoupe d'Espagne en 2007
- Vainqueur de la Coupe d'Espagne en 2011

## Statistiques détaillées

### En Club
| Saison                | Club                  | Championnat           | Championnat | Championnat | Championnat | Coupe(s) nationale(s) | Coupe(s) nationale(s) | Coupe(s) nationale(s) | Compétition(s) continentale(s) | Compétition(s) continentale(s) | Compétition(s) continentale(s) | Compétition(s) continentale(s) | Total | Total | Total |
| Saison                | Club                  | Division              | M           | B           | Pd          | M                     | B                     | Pd                    | C                              | M                              | B                              | Pd                             | M     | B     | Pd    |
| --------------------- | --------------------- | --------------------- | ----------- | ----------- | ----------- | --------------------- | --------------------- | --------------------- | ------------------------------ | ------------------------------ | ------------------------------ | ------------------------------ | ----- | ----- | ----- |
| 2004–2005             | Boca Juniors          | Primera División      | 15          | 0           | 0           | -                     | -                     | -                     | CL                             | 1                              | 0                              | 0                              | 16    | 0     | 0     |
| 2005–2006             | Boca Juniors          | Primera División      | 34          | 0           | 3           | -                     | -                     | -                     | RS+CS                          | 2+6                            | 0                              | 0                              | 42    | 0     | 3     |
| 2006–2007             | Boca Juniors          | Primera División      | 21          | 1           | 2           | -                     | -                     | -                     | RS+CS                          | 2+1                            | 0                              | 0                              | 24    | 1     | 2     |
| Sous-total            | Sous-total            | Sous-total            | 70          | 1           | 5           | 0                     | 0                     | 0                     | -                              | 12                             | 0                              | 0                              | 82    | 1     | 5     |
| 2006-2007             | Real Madrid           | Liga                  | 13          | 0           | 1           | 2                     | 0                     | 0                     | C1                             | 2                              | 0                              | 0                              | 17    | 0     | 1     |
| 2007-2008             | Real Madrid           | Liga                  | 31          | 0           | 2           | 5                     | 0                     | 1                     | C1                             | 6                              | 0                              | 1                              | 42    | 0     | 4     |
| 2008-2009             | Real Madrid           | Liga                  | 26          | 1           | 7           | 1                     | 0                     | 0                     | C1                             | 6                              | 0                              | 0                              | 33    | 1     | 7     |
| 2009-2010             | Real Madrid           | Liga                  | 18          | 0           | 1           | 2                     | 0                     | 0                     | C1                             | 2                              | 0                              | 0                              | 22    | 0     | 1     |
| 2010-2011             | Real Madrid           | Liga                  | 4           | 0           | 0           | 3                     | 0                     | 0                     | C1                             | -                              | -                              | -                              | 7     | 0     | 0     |
| Sous-total            | Sous-total            | Sous-total            | 92          | 1           | 11          | 13                    | 0                     | 1                     | -                              | 16                             | 0                              | 1                              | 121   | 1     | 13    |
| 2011-2012             | AS Roma (prêt)        | Serie A               | 30          | 1           | 3           | 2                     | 0                     | 0                     | C3                             | -                              | -                              | -                              | 32    | 1     | 3     |
| Sous-total            | Sous-total            | Sous-total            | 30          | 1           | 3           | 2                     | 0                     | 0                     | -                              | 0                              | 0                              | 0                              | 32    | 1     | 3     |
| 2012-2013             | Valence CF            | Liga                  | 13          | 0           | 2           | 1                     | 0                     | 0                     | C1                             | 4                              | 0                              | 1                              | 18    | 0     | 3     |
| Sous-total            | Sous-total            | Sous-total            | 13          | 0           | 2           | 1                     | 0                     | 0                     | -                              | 4                              | 0                              | 1                              | 18    | 0     | 3     |
| 2012-2013             | Vélez (prêt)          | Primera División      | 3           | 0           | 2           | 0                     | 0                     | 0                     | CL                             | 4                              | 1                              | 1                              | 7     | 1     | 3     |
| Sous-total            | Sous-total            | Sous-total            | 3           | 0           | 2           | 0                     | 0                     | 0                     | -                              | 4                              | 1                              | 1                              | 7     | 1     | 3     |
| 2013-2014             | Boca Juniors          | Primera División      | 20          | 0           | 2           | -                     | -                     | -                     | -                              | -                              | -                              | -                              | 20    | 0     | 2     |
| 2014                  | Boca Juniors          | Primera División      | 10          | 1           | 2           | 1                     | 0                     | 0                     | CS                             | 6                              | 0                              | 3                              | 17    | 1     | 5     |
| 2015                  | Boca Juniors          | Primera División      | 14          | 2           | 3           | 3                     | 1                     | 0                     | CL                             | 6                              | 0                              | 1                              | 23    | 3     | 4     |
| 2016                  | Boca Juniors          | Primera División      | 11          | 0           | 6           | 1                     | 0                     | 0                     | CL                             | 6                              | 1                              | 3                              | 18    | 1     | 9     |
| 2016-2017             | Boca Juniors          | Primera División      | 16          | 2           | 8           | -                     | -                     | -                     | -                              | -                              | -                              | -                              | 16    | 2     | 8     |
| 2017-2018             | Boca Juniors          | Primera División      | 6           | 0           | 2           | 3                     | 0                     | 0                     | CL                             | 5                              | 0                              | 3                              | 14    | 0     | 5     |
| 2018-2019             | Boca Juniors          | Primera División      | 8           | 0           | 6           | 1                     | 0                     | 1                     | -                              | -                              | -                              | -                              | 9     | 0     | 7     |
| Sous-total            | Sous-total            | Sous-total            | 85          | 5           | 29          | 9                     | 1                     | 1                     | -                              | 23                             | 1                              | 10                             | 117   | 7     | 40    |
| 2019-2020             | Vélez                 | Primera División      | 13          | 0           | 0           | 1                     | 0                     | 0                     | CL                             | 2                              | 0                              | 0                              | 15    | 0     | 2     |
| Sous-total            | Sous-total            | Sous-total            | 13          | 0           | 0           | 1                     | 0                     | 0                     | -                              | 2                              | 0                              | 0                              | 16    | 0     | 0     |
| Total sur la carrière | Total sur la carrière | Total sur la carrière | 306         | 8           | 52          | 26                    | 1                     | 2                     | -                              | 61                             | 2                              | 13                             | 393   | 11    | 67    |

## Vie privée
Il est marié à la joueuse de tennis Gisela Dulko.